# Jerry Tollbring
Jerry Tollbring, né le 13 septembre 1995 à Rimbo (Norrtälje), est un joueur suédois de handball. Il évolue au poste d'ailier gauche en équipe nationale de Suède depuis 2016 et dans le club allemand du Füchse Berlin depuis 2023.
Sa sœur Cassandra Tollbring est également handballeuse internationale.

## Palmarès

### En clubs
- Vainqueur du Championnat de Suède (3) : 2015, 2016, 2017
- Vainqueur de la Coupe d'Allemagne (1) : 2018
- Vainqueur de la Supercoupe d'Allemagne (2) : 2017, 2018
- Deuxième du Championnat d'Allemagne (1) : 2018
- Vainqueur du Championnat du Danemark (1) : 2022

### En équipe nationale
- 8e place au Championnat d'Europe 2016
- 11e place aux Jeux olympiques 2016
- 6e place au Championnat du monde 2017
- Médaille d'argent au Championnat d'Europe 2018
- 5e place au Championnat du monde 2019
- 7e place au Championnat d'Europe 2020

### Distinctions individuelles
- élu meilleur ailier gauche du Championnat du monde 2017[2]
- Meilleur buteur du Championnat du Danemark (1) : 2022